# Lepilemur mittermeieri
Lepilemur mittermeieri är en primat i släktet vesslemakier som förekommer på nordvästra Madagaskar. Arten är nära släkt med Lepilemur dorsalis som lever i närheten och framtida undersökningar bör säkerställa att de inte är identiska.
Kroppslängden (huvud och bål) ligger mellan 271 och 292 mm och svansen är 254 till 281 mm lång. Ett exemplar vägde 730 g. På ovansidans rödbruna päls finns en längsgående mörkbrun till svart strimma som kan nå huvudets topp. Svansens pälsfärg varierar mellan ljus rödgrå och brun. Svansens spets är alltid mörkast. Gråa mönster i ansiktet liknar en ansiktsmask och nedanför ögonen finns vita ställen.
Utbredningsområdet ligger på halvön Ampasindava i sydvästra delen av regionen Diana. Det uppskattas vara 1020 km² stort. Artens vistas där i tropiska lövfällande skogar.
Individerna är nattaktiva och klättrar i träd samt hoppar. De har främst blad som föda som kompletteras med några frukter. Hannar och honor har cirka 2 hektar stora revir som överlappar varandra. Viloplatsen är oftast en av trädets förgreningar.
Skogens storlek minskar på grund av svedjebruk, produktion av träkol och när gruvdrift etableras. Beståndet hotas även av jakt för köttets skull. IUCN befarar att hela populationen minskar med 80 procent under de kommande 21 åren (räknad från 2018) och listar arten som akut hotad (CR).